# Gaby Deslys
Gaby Deslys (Marselha, 4 de novembro de 1881 – Paris, 11 de fevereiro de 1920), foi uma atriz e corista francesa do começo do século XX.
As suas origens são envoltas em mistério. Alegou ter nascido como Marie-Elise Gabrielle Caire, na cidade de Marselha, no sul da França a 4 de Novembro de 1881, filha de Hippolyte Caire e sua esposa. Esta alegação foi suportada pelo Ministério das Relações Exteriores de França, em 1930. Mas a verdade é que, até hoje, não se sabe exactamente onde nasceu, supondo-se que teria nascido com o nome de Hadwiga Nawrati em Horní Moštěnice, uma vila pequena da actual República Checa. A sua origem foi inclusive investigada, a pedido de um monarca europeu e, quando confrontada com a sua alegada mãe natural, Gaby terá negado qualquer parentesco ou origem checa, tendo pago à sua alegada mãe uma considerável soma de dinheiro para desaparecer.[carece de fontes?]

## Carreira

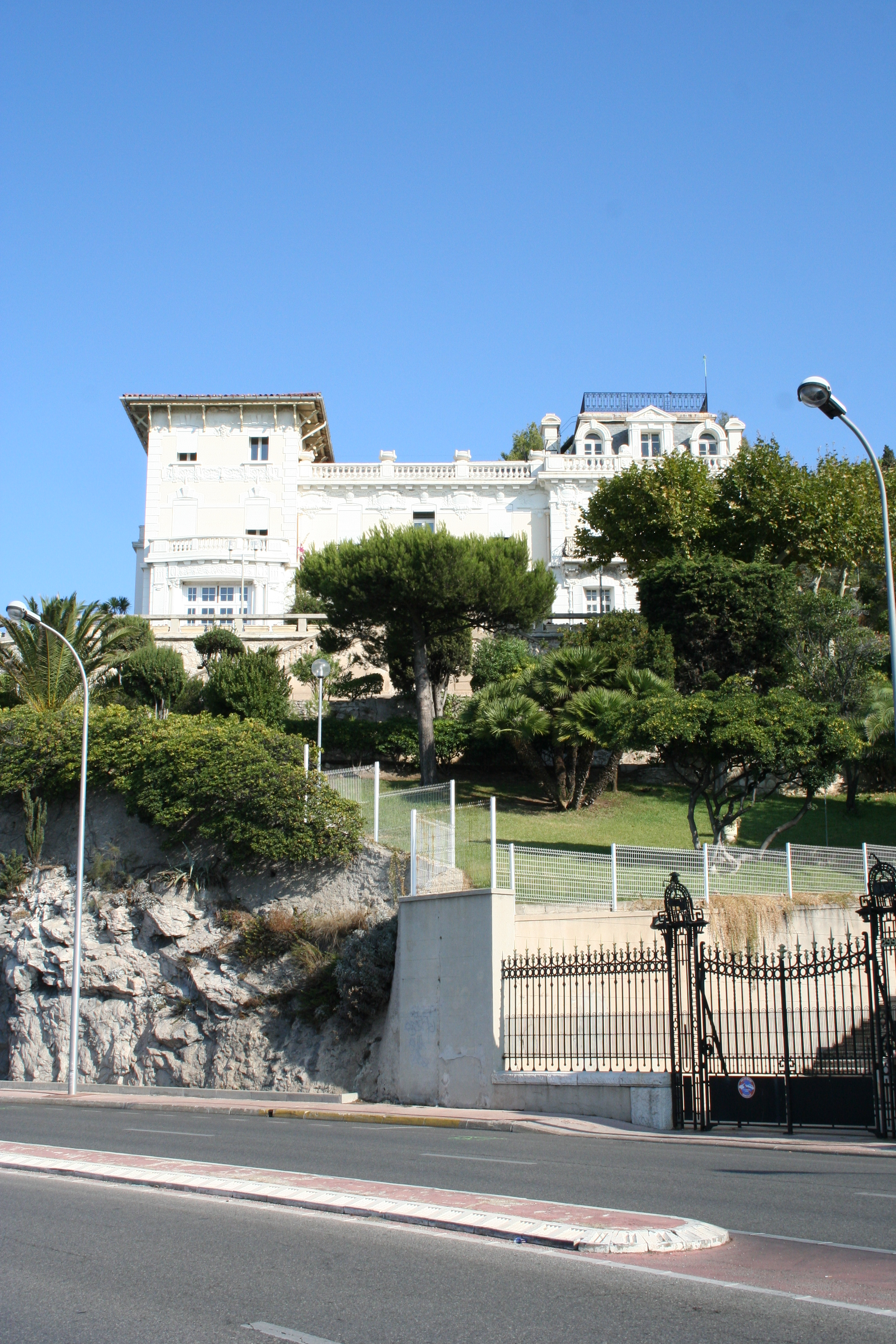
Casa de Gaby Deslys, em Marselha.

A sua carreira como cantora, corista e actriz começou nos cabarés de Paris e, posteriormente, Londres. Adoptando o pseudónimo Gaby Deslys (um diminutivo de Gabrielle de Lillies), rapidamente alcançou a notoriedade internacional, viajando por todo o mundo com vários espectáculos e tournées que corriam toda a Europa e os Estados Unidos e nas quais chegava a ganhar mais de 4000 dólares por actuação. Com o advento do cinema mudo, participou em alguns filmes. Uma carreira fulgurante, cheia de grandes sucessos de bilheteira, de multidões e plateias enlouquecidas, de principes e grandes barões da finança que a cortejavam. Uma carreira que lhe permitiu, no final da sua vida, ser uma das actrizes mais ricas e bem sucedidas do seu tempo. Nos períodos de descanso, possuía uma grande vivenda em Marselha, junto ao Mar Mediterrâneo, para onde se retirava para descansar.

## Relacionamento com D. Manuel II de Portugal
Gaby Deslys teve grandes admiradores e foi cortejada e desejada por muitos homens, entre milionários, políticos, príncipes, monarcas e aristocratas. Presume-se que terá sido amante de muitos deles. Mas o caso amoroso mais polémico e mediático da sua vida foi o que manteve com D. Manuel II, o jovem rei de Portugal. A relação começou quando o monarca português visitou Paris, em 1909. Não tardou a que se encontrassem, e a que o jovem monarca ficasse completamente apaixonado pela actriz, que era considerada mesmo uma das mais belas da época.[carece de fontes?] O escândalo surgiu quando a relação (que foi tudo menos discreta, tendo a cantora chegado a dormir no Palácio Real numa das suas passagens por Portugal) saltou para os jornais portugueses e estrangeiros. Em Portugal, a imprensa afecta à causa republicana não tardou a vilipendiar o monarca e a comparar Gaby Deslys a uma prostituta de luxo, que dormia com o monarca a troco de colares de pérolas (com efeito, o rei ofereceu-lhe um colar de pérolas no valor de 70 000 dólares). O escândalo contribuiu de modo decisivo para abalar a imagem de D. Manuel II perante os portugueses e para a sua posterior deposição no seguimento da Implantação da República Portuguesa.[carece de fontes?]
Quando entrevistada pela imprensa, Gaby Deslys nunca negou o seu envolvimento amoroso com o rei, dado que era óbvio. Mas também sempre se escusou a comentar fosse o que fosse. Após D. Manuel II ser destronado e seguir para o exílio, em Londres, continuariam a encontrar-se, principalmente quando Gaby tinha compromissos ou actuações na capital britânica. A relação apenas terminou no Verão de 1911, quando ela se mudou permanentemente para Nova Iorque, por razões de trabalho. D. Manuel II não tardou a casar-se com uma prima afastada, a princesa Augusta Vitória de Hohenzollern-Sigmaringen, ao passo que Gaby prosseguiu com a sua carreira, envolvendo-se com outros amantes, entre os quais o actor Harry Pilcer.

## Morte
Após uma carreira e uma vida fulgurantes, Gaby Deslys contraiu gripe espanhola em 1918, tendo sido em vão os esforços dos médicos para a salvarem. Faleceu aos trinta e oito anos de idade em Paris. Deixou uma enormíssima fortuna que, por sua vontade testamentária, foi doada aos pobres da cidade de Marselha. Esta fortuna incluía a sua magnífica casa, entregue a uma instituição de caridade. A sua cama de talha dourada, com a forma de um grande cisne, foi comprada em leilão pela Universal Studios, que a usou em vários filmes, sendo o mais conhecido O Fantasma da Òpera. Sobre a sua vida já se escreveram romances, biografias e pensou-se em fazer um filme.